# Puente Nicolás Avellaneda

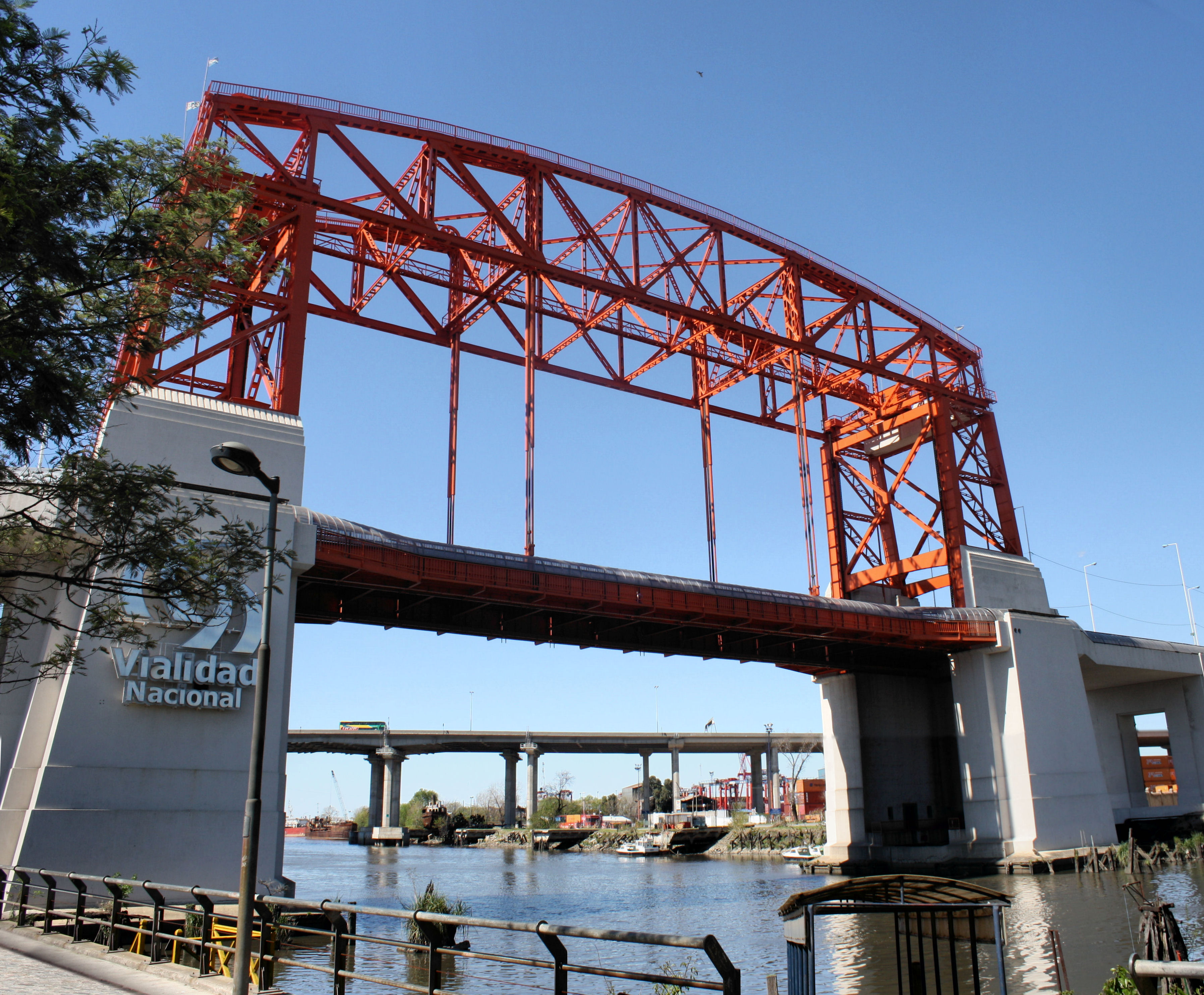
Puente Nicolás Avellaneda

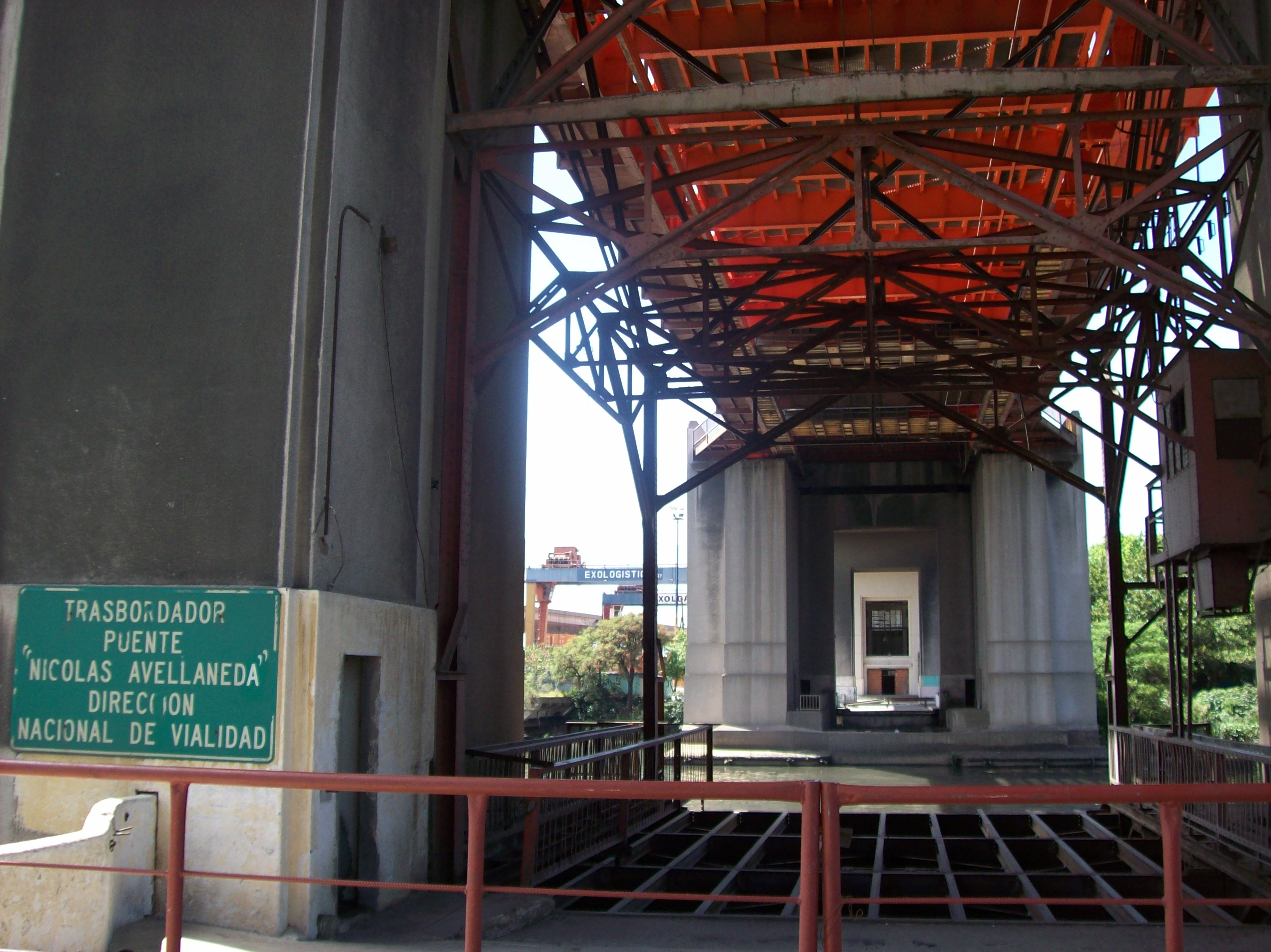
Die Gondel der Schwebefähre in ihrer Parkposition

Die Puente Nicolás Avellaneda ist eine 1650 Meter lange Straßenbrücke mit zwei Fahrstreifen über den Río Matanza-Riachuelo in Argentinien.

## Geschichte
Das als Hubbrücke ausgeführte Bauwerk wurde von 1937 bis 1940 errichtet. Der 57 Meter hohe Hubbrückenteil bietet durchfahrenden Schiffen eine Durchfahrtshöhe von 21 Metern im nichtgehobenen und von 43 Metern im gehobenen Zustand. Die Hubbrückensektion ist mit einer Schwebefähre ausgestattet und kann wie die benachbarte Puente Transbordador „Nicolás Avellaneda“ als Schwebefähre benutzt werden. Dies war zum Zeitpunkt ihres Baus von großer Bedeutung, um Pferdefuhrwerken den langen und anstrengenden Weg über die Rampen der Brücke zu ersparen.
Die Puente Nicolás Avellaneda ist die einzige Hubbrücke der Welt, welche auch als Schwebefähre genutzt werden kann. Allerdings ist diese seit 1960 nur in Betrieb, wenn die Brücke wegen Wartungsarbeiten gesperrt ist.